# Присади
Присади (біл. вёска Прісады) — село в складі Березинського району Мінської області, Білорусь. Село підпорядковане Березинській сільській раді, розташоване в східній частині області.